# Стюарт Бітелл
Стюарт Бітелл  (англ. Stuart Bithell, 28 серпня 1986) — британський яхтсмен, олімпієць.

## Виступи на Олімпіадах
| Олімпіада   | Дисципліна | Місце |
| ----------- | ---------- | ----- |
| Лондон 2012 | Клас 470   | 2     |
| Токіо 2020  | 49er       | 1     |